# Mythozoum orientalis
Mythozoum orientalis là một loài bọ cánh cứng trong họ Cerambycidae.